# (300148) 2006 VX73
(300148) 2006 VX73 es un asteroide perteneciente al cinturón de asteroides, descubierto el 11 de noviembre de 2006 por el equipo del Mount Lemmon Survey desde el Observatorio del Monte Lemmon, Arizona, Estados Unidos.

## Designación y nombre
Designado provisionalmente como 2006 VX73.

## Características orbitales
2006 VX73 está situado a una distancia media del Sol de 3,127 ua, pudiendo alejarse hasta 3,381 ua y acercarse hasta 2,872 ua. Su excentricidad es 0,081 y la inclinación orbital 10,88 grados. Emplea 2019,85 días en completar una órbita alrededor del Sol.
Los próximos acercamientos a la órbita de Júpiter se producirán el 30 de mayo de 2032, el 15 de febrero de 2105 y el 11 de abril de 2115, entre otros.

## Características físicas
La magnitud absoluta de 2006 VX73 es 15,3.